# دریاچه سد ارس
دریاچه سد ارس یک دریاچه مصنوعی در ۳۵ کیلومتری جلفا است که بین دو کشور ایران و جمهوری آذربایجان پشت سد ارس واقع شده‌ است. مخزن دریاچه به طول ۵۲ کیلومتر، دارای عمق متوسط ۲۰ متر، مساحتی حدود ۱۴۵ کیلومتر مربع و حجم کل آن ۱ میلیارد و۲۵۴ میلیون مترمکعب است.
حداکثر درجه حرارت هوا در تابستان ۴۰ درجه سانتی گراد و در زمستان ۲۰- درجه سانتی گراد اندازه گیری شده‌است. وسعت حوزه آبریز آن ۱۰۰۲۲۰ کیلومتر مربع بوده که ۳۸ درصد آن در خاک نخجوان و ۲۳ درصد در خاک ترکیه و ۳۹ درصد آن در خاک ایران قرار دارد. حداقل دبی رودخانه در این منطقه ۳۳۹ مترمکعب در ثانیه و حداکثر ۲۲۴۰ مترمکعب در ثانیه‌است.

## منبع
- ماهنامه ترویجی سبزینه - شماره هفتم